# 春日町 (兵庫県)

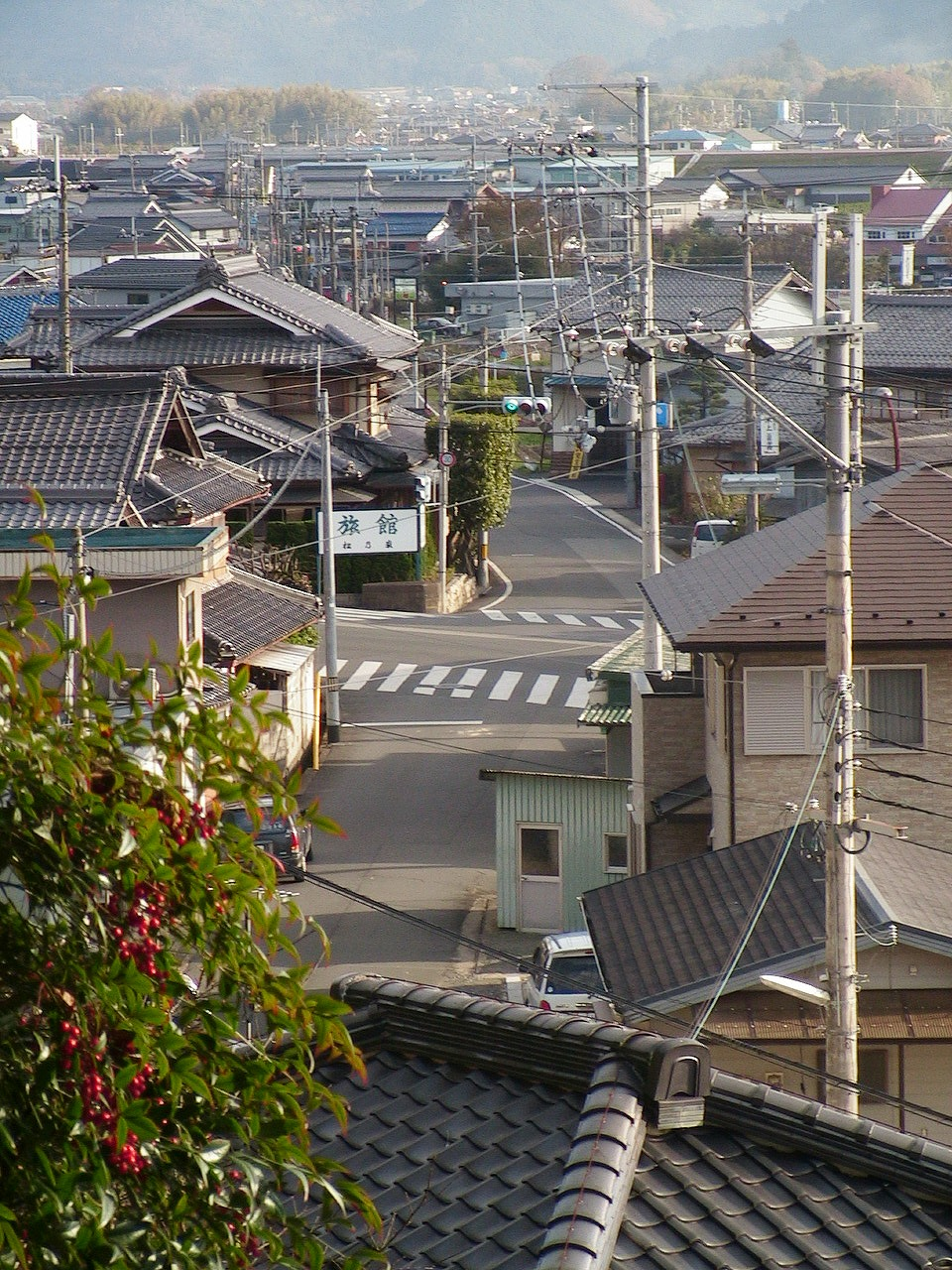
春日町中心部の町並み

春日町（かすがちょう）は、かつて兵庫県の中東部に存在した町。旧氷上郡。
2004年（平成16年）11月1日に氷上郡6町が合併して丹波市が誕生したことにより消滅、旧町域は丹波市春日町となった。

## 地理
- 丹波高原
- 黒頭峰 (620.6m)、三尾山 (586m)
- 竹田川

### 隣接していた自治体
- 篠山市、柏原町、氷上町、市島町
- 京都府天田郡三和町

## 歴史

### 町名の由来
古代の「春部（かすかべ）」に相当することから。

### 沿革
- 1955年（昭和30年）3月20日 - 黒井町・春日部村・大路村・国領村・船城村が合併して発足。
- 2004年（平成16年）11月1日 - 柏原町・氷上町・青垣町・山南町・市島町と合併して丹波市が発足。同日春日町廃止。

## 行政
- 町長 滝本信好

## 姉妹都市・提携都市

### 海外
- オーバン市（アメリカ合衆国ワシントン州西北部）
  - 1968年7月29日姉妹都市提携

## 地域

### 教育
- 丹波市立大路小学校
- 丹波市立春日部小学校
- 丹波市立黒井小学校
- 丹波市立進修小学校
- 丹波市立船城小学校
- 丹波市立春日中学校
- 兵庫県立氷上高等学校（春日町黒井77）
- 兵庫県立氷上養護学校（春日町棚原睦塚98-1）

## 交通

### 鉄道路線
- 中心となる駅：黒井駅（西日本旅客鉄道福知山線）

### 道路
- 高速道路
  - 近畿自動車道敦賀線E27（舞鶴若狭自動車道）：春日IC
- 国道
  - 国道175号
- 都道府県道
  - 兵庫県道69号春日栗柄線
  - 兵庫県道78号氷上加美線
  - 兵庫県道138号追入市島線
  - 兵庫県道285号賀茂春日線
  - 兵庫県道709号中山綾部線

## 名所・旧跡・観光スポット・祭事・催事
春日町

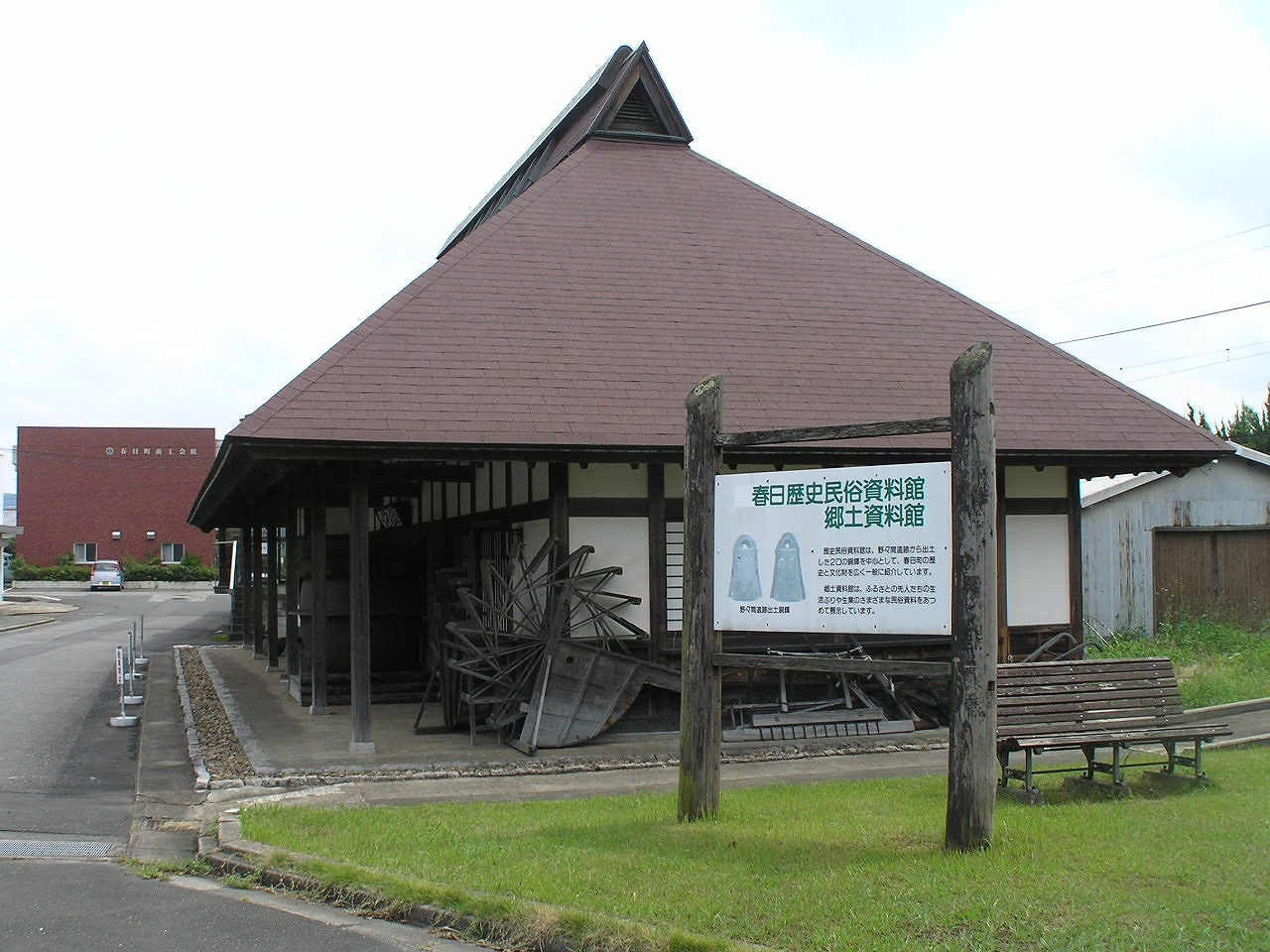
春日郷土資料館

- 七日市遺跡 - 旧石器時代 - 平安時代の複合遺跡。旧石器時代の遺跡としては、西日本最古にして最大規模
- 日ヶ奥渓谷 - 多紀連山県立自然公園
- 黒井城跡 - 別名 保月城、国の史跡
- 興禅寺 - 黒井城の下館跡、春日局生誕地
- 兵主神社 - 式内社、旧県社
- 阿陀岡神社 - 式内社、旧県社
- 野村断層
- キャピタルスポーツランド - レーシングカート・サーキット
- 舟城神社 - 7月7日 天王さん・牛馬の守護神の祭礼
- 春日歴史民俗資料館
- 春日郷土資料館
- 黒井川裾祭 - 毎年7月下旬に灯篭流しや文化祭が開催される。

## 著名な出身者
- 春日局
- 小田勝美（バレーボール選手）
- 林時彦（丹波市長）
- 上島竜兵（お笑い芸人、育ちは神戸市）
- 角谷建耀知（実業家、わかさ生活創業者）
- 大西裕（政治学者、行政学者）
- 畑友洋（建築家）